# Adolfo Florensa
Adolfo Florensa Ferrer (Lérida 1889 - Barcelona 1968). Arquitecto español.

## Trayectoria profesional
Una vez acabados sus estudios de arquitectura en 1914, Florensa se dedicó a la docencia, obtuvo una cátedra de Mecánica Racional en el año 1920 y, posteriormente, en 1924 fue nombrado arquitecto municipal del Ayuntamiento de Barcelona. 
En algunas de sus obras trabajó asociado a Joaquim Vilaseca. Aunque se movió en el clasicismo novecentista, estuvo influenciado por la Escuela de Chicago. Su obra más destacada dentro de ese estilo fue la Casa Cambó (1925) de la Vía Layetana de Barcelona. 
En la Vía Layetana barcelonesa, perduran varias de las obras de Florensa, ligadas a la Escuela de Chicago. Las más destacadas son las siguientes:
-En el número 28 – Inmobiliaria Catalana (1925) 
-En el número 30 – Casa Cambó (1925) 
-En el número 31 – Casal del Metge (1932)
-En el número 32 – Foment del Treball (1934-1936)
-En el número 45 – Casa Artur Suqué (1927)
Junto con Antoni de Falguera y Joaquim Vilaseca formó el equipo que en 1926 reformó el edificio de la Casa de la Ciudad. 
Según la web Arquitectura Catalana del Colegio de Arquitectos de Cataluña, en 1928, Florensa también llevó a cabo la Reforma de la Capitanía General de Cataluña. Otras fuentes como el Ayuntamiento de Barcelona sitúan la obra entre 1926 y 1929, probablemente por incluir la fecha de presentación del proyecto y la inauguración.
En 1929, fue el autor del Palacio de Comunicaciones y Transportes para la Exposición Internacional de Barcelona (1929), junto con Félix de Azúa. 
En 1930, diseñó el edificio del Instituto Ravetllat-Pla.
En 1940, restauró la Catedral de Vic. 
Entre 1957 y 1962, restauró el Monasterio de Poblet. Entre 1957 y 1966, restauró las Atarazanas barcelonesas, las cuales pasaron a ser un Museo Marítimo. Y, en 1965, restauró la Catedral de Barcelona.
Adolfo Florensa, además, publicó artículos y libros como L’architecture gothique civile en Catalogne (1935), La calle Montcada (1959), La antigua casa de la ciudad (1960), La Casa de la Ciudad en los tiempos modernos (1960).
Florensa también realizó algunas obras conjuntas con arquitectos modernistas como Modest Feu i Estrada: (Casa Joaquim Teixidó 1924-1928, Barcelona). 
En 1952 construyó la cruz de término de Horta.

## Restauraciones más destacadas
- Reforma de Capitanía General de Barcelona. Año 1928.
- Restauración de la Catedral de Vic. Año 1940.
- Restauración del Castillo de Mequinenza. Año 1959.
- Restauración del Monasterio de Poblet. Entre los años 1957 y 1962.
- Restauración del Claustro de la Catedral de Barcelona. Año 1965.
- Restauración de las Atarazanas Reales de Barcelona. Entre los años 1957 y 1966.
- Restauración del Castillo de Peralada

## Artículos y libros
- 1935 L'architecture gothique civile en Catalogne.
- 1959 La calle Montcada.
- 1960 La antigua casa de la ciudad.
- 1960 La Casa de la Ciudad en los tiempos modernos.

## Títulos
- 1961 Académico de la Real Academia de Bellas Artes de San Fernando.
- 1964 Caballero de la Orden al Mérito de la República Italiana.
- 1969 Título póstumo de Medalla al Mérito Cultural de la Ciudad de Barcelona.

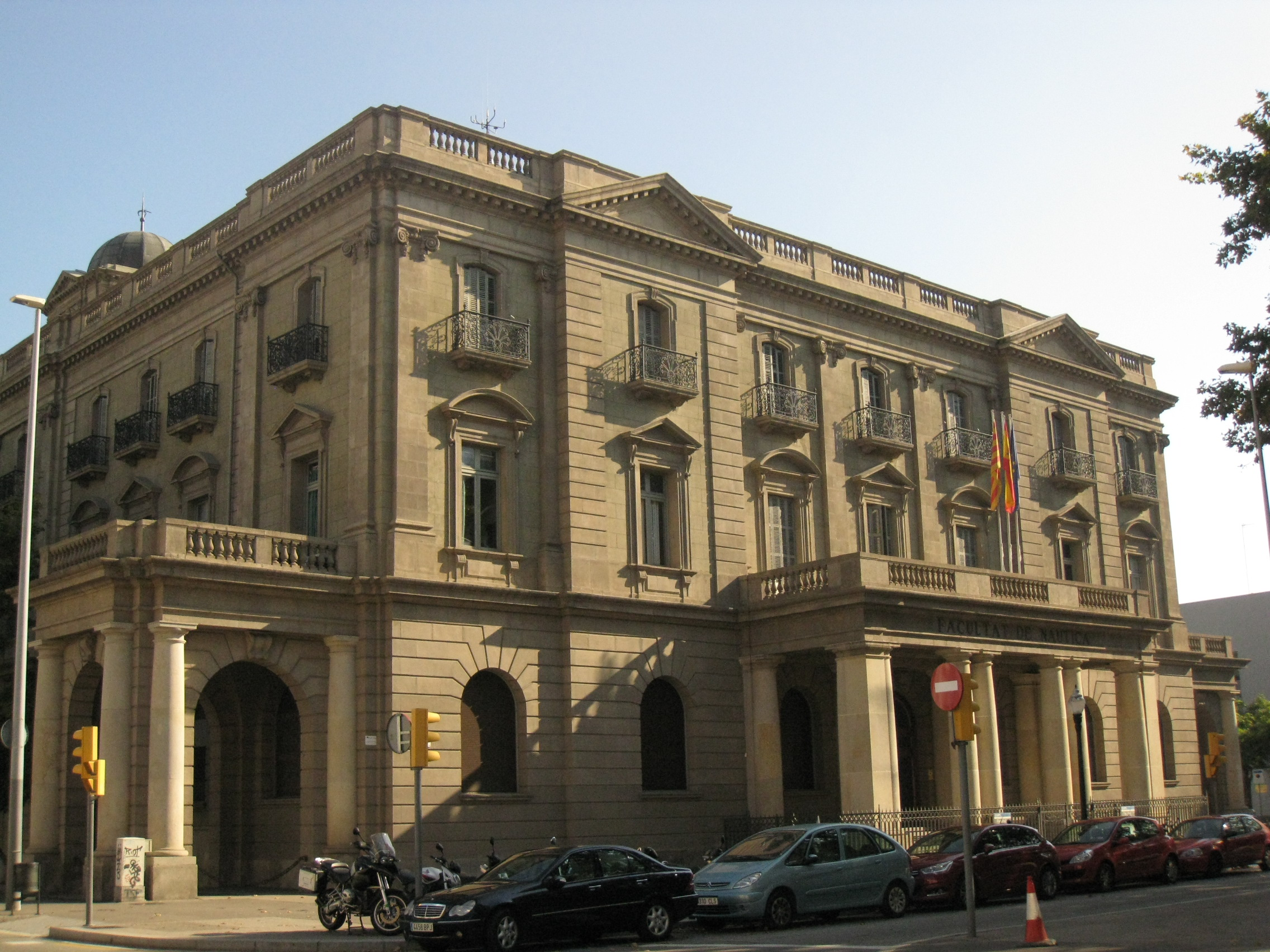
Facultad de Náutica (con Joaquim Vilaseca i Rivera, 1930-1932)
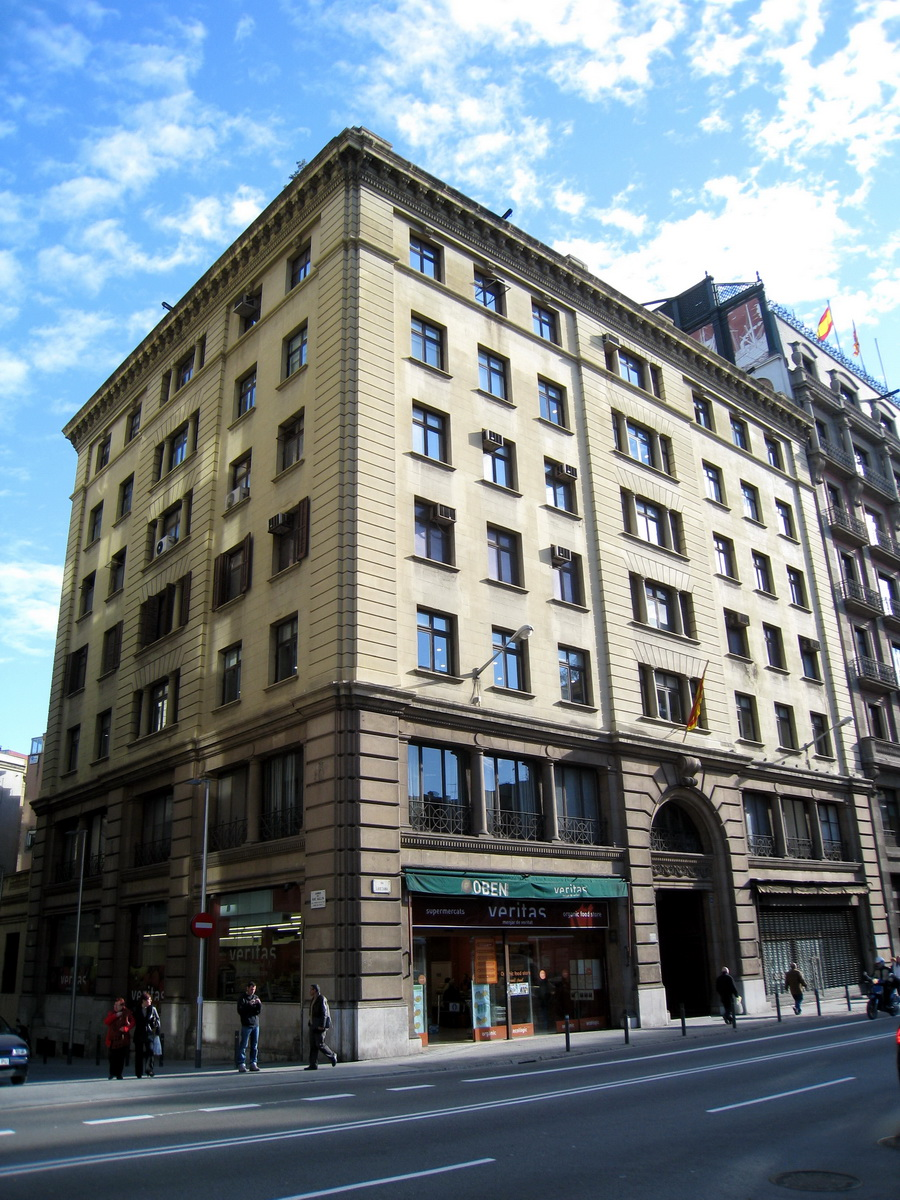
Inmobiliaria Catalana (Vía Layetana, 28)
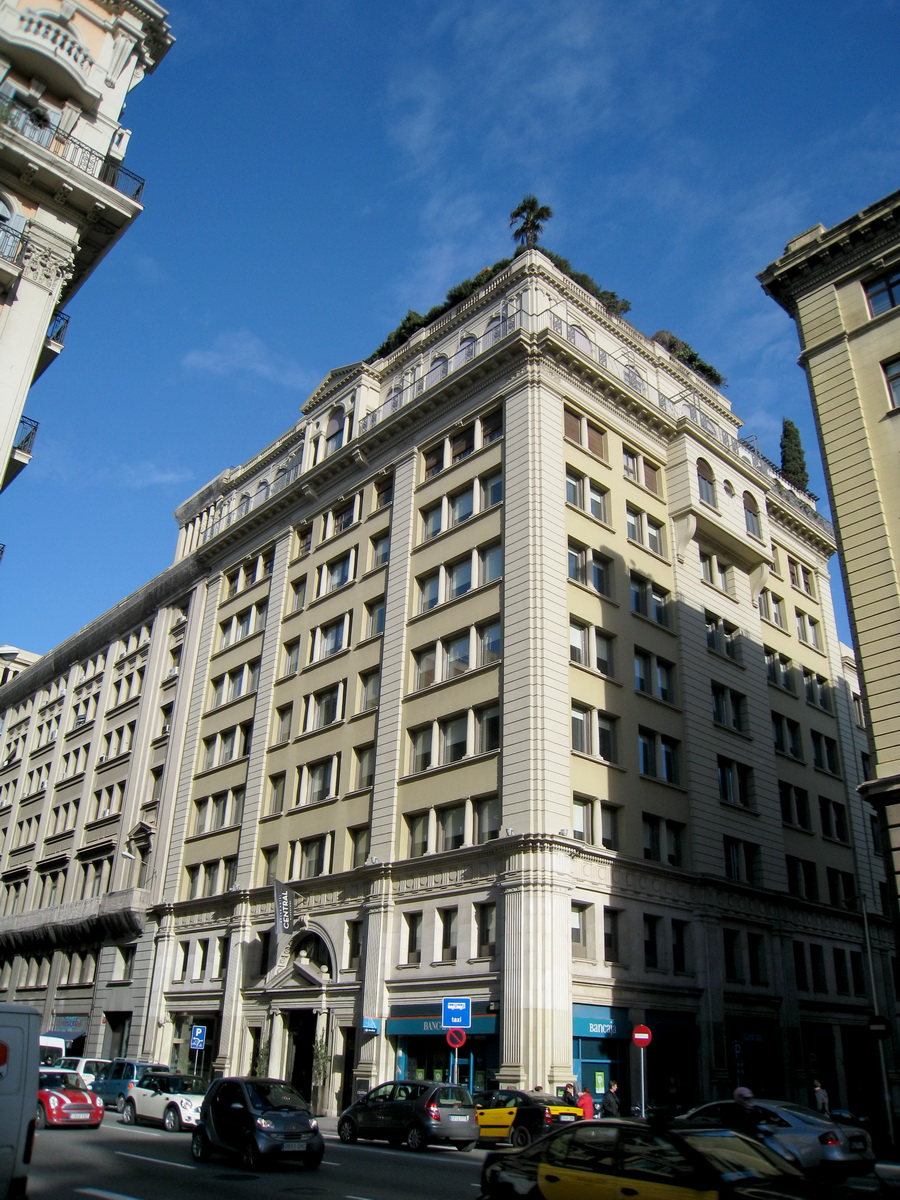
Casa Cambó (Vía Layetana, 30)
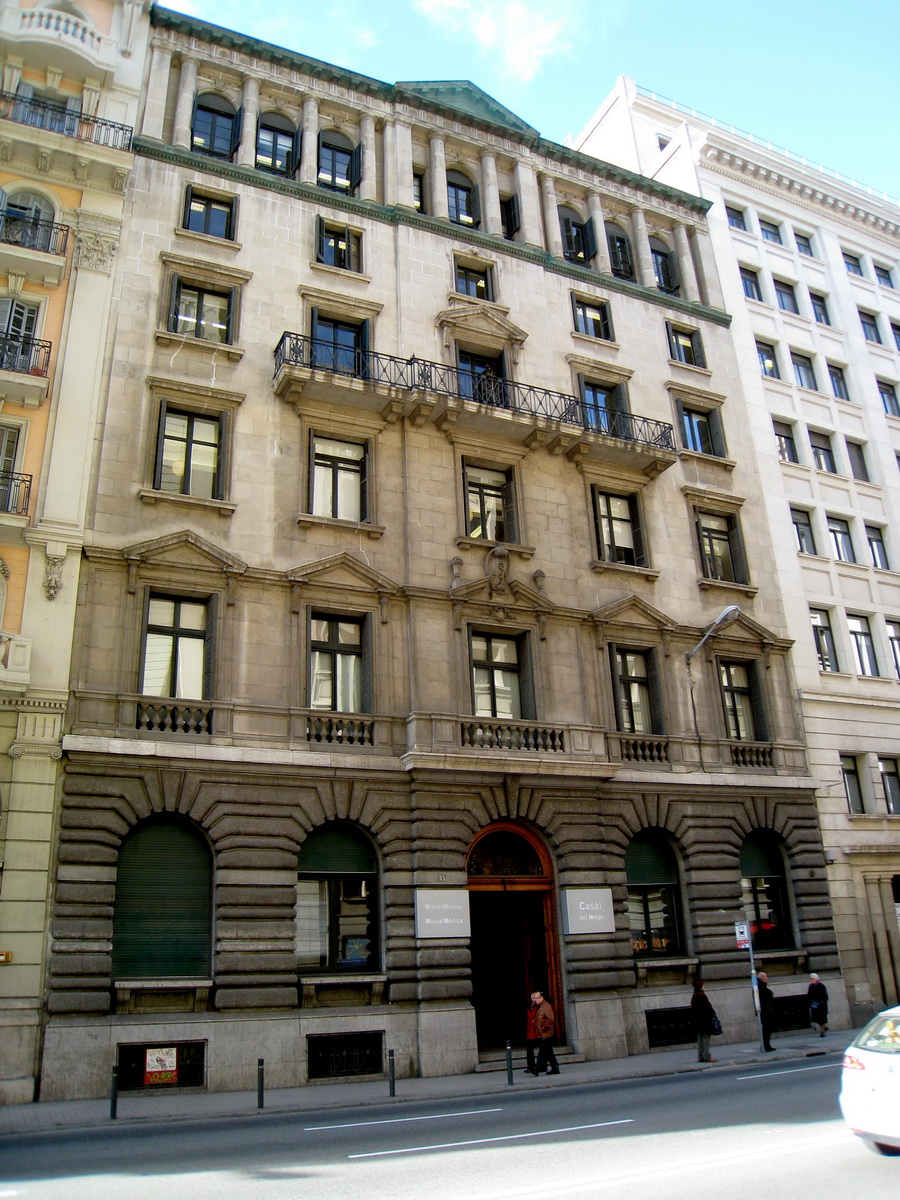
Casal del Metge (Vía Layetana, 31)
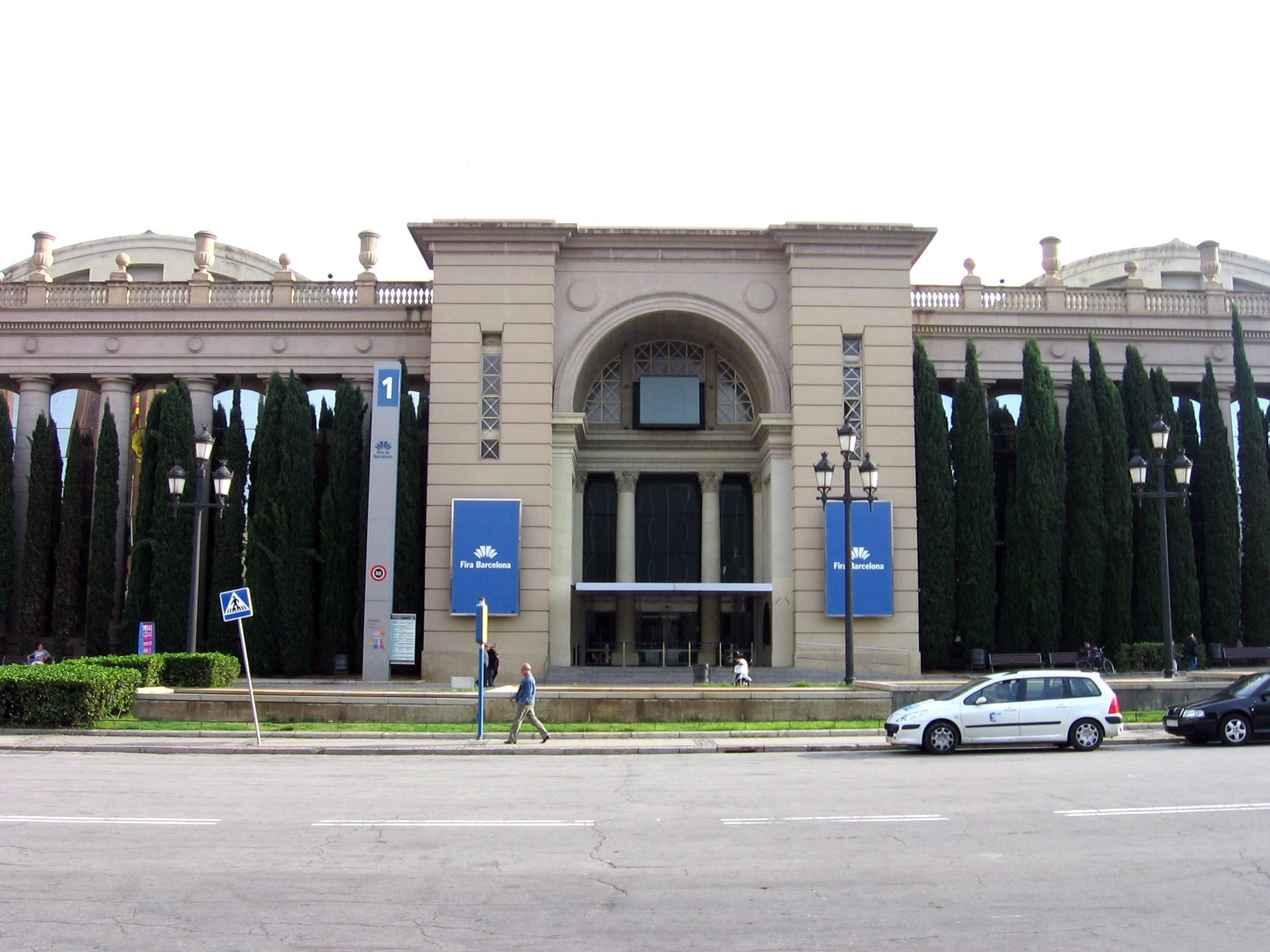
Palacio de Telecomunicaciones de la exposición del 1929. Actualmente, Fira de Barcelona
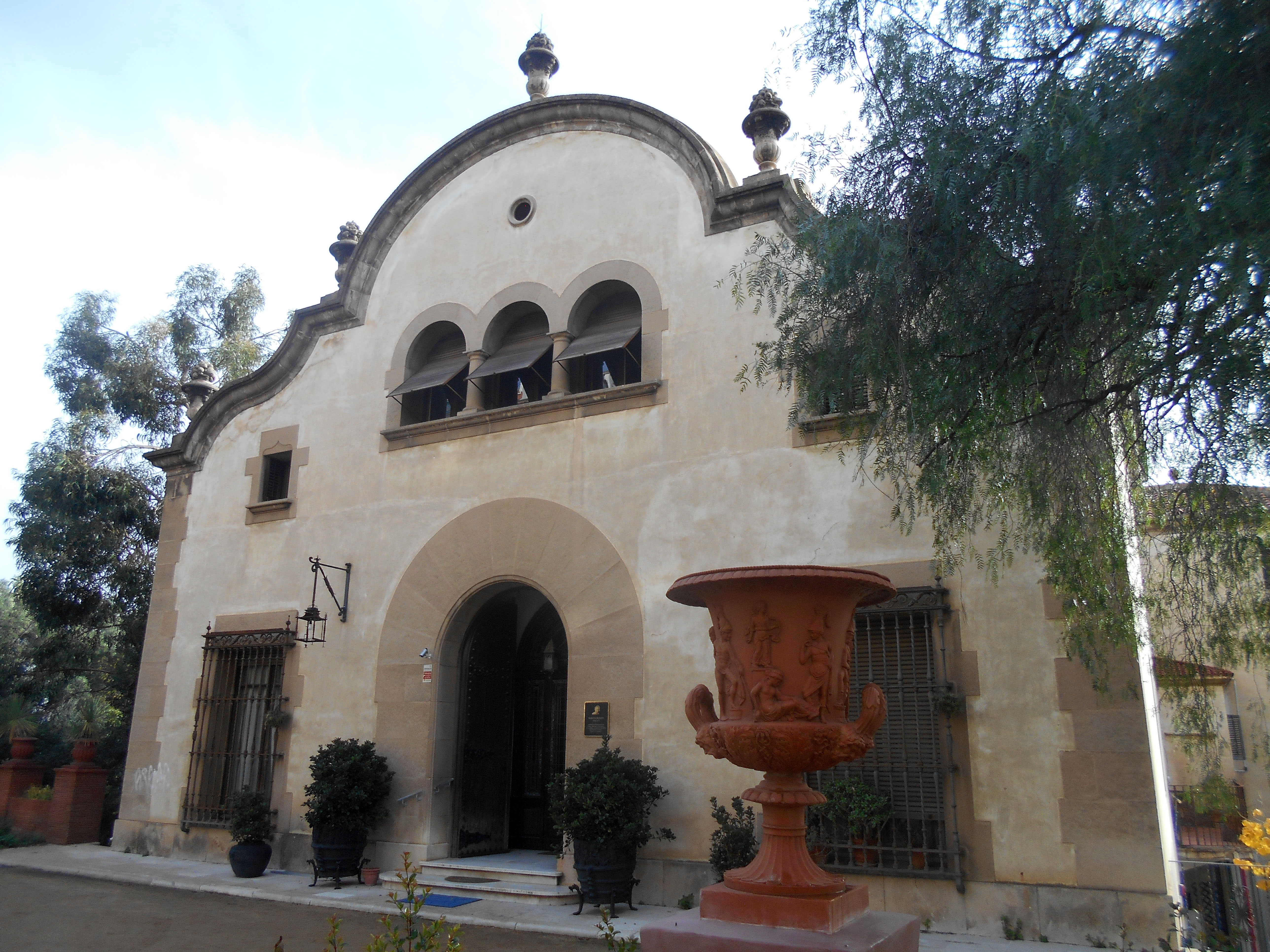
Instituto Ravetllat-Pla (1930)